# Внешнеэкономическая политика Украины
Внешнеэкономическая политика Украины — государственная политика Украины, регулирующая внешнеэкономическую деятельность, а именно — куплю-продажу товаров и услуг, а также эмиграцию и международное перемещение материальных, денежных, трудовых и интеллектуальных ресурсов.

## 2000—2001
С 1992 года Россия оказалась в зависимости от Украины в вопросе экспорта энергоносителей, поскольку именно через территорию Украины пролегал единственный газопровод из России в Западную Европу. Компания «Нафтогаз Украины», осуществлявшая транзит российского газа через украинскую территорию, накопила гигантскую задолженность перед «Газпромом» и занималась несанкционированным отбором российского газа. Для того, чтобы избавиться от транзитной зависимости от Украины, был осуществлён проект строительства газопровода Ямал — Европа в обход Украины — через Белоруссию и Польшу. В конце 1999 он был открыт.
В 2000 ушло в отставку правительство Виктора Ющенко, Украина расплатилась с долгами и прекратила несанкционированный отбор газа, а Россия получила рычаг для давления на Украину. Если до этого отключение газа было чревато срывом поставок российского газа европейским потребителям и штрафными санкциями для «Газпрома», то после запуска первой ветки Ямал — Европа газовые войны между Россией и Украиной прекратились. В 1999—2001 Украина поставила России в счёт долгов за природный газ восемь стратегических бомбардировщиков Ту-160, три Ту-95МС и около 600 крылатых ракет Х-22, которые находятся на вооружении дальней авиации, а также наземное оборудование. За передачу бомбардировщиков и крылатых ракет Украине было погашено 285 млн долларов США из 1-миллиардного долга за поставленный российский газ.

## 2005

### Энергоносители

#### Реэкспорт нефти и цены на нефтепродукты
С января 2005, по договорённости, достигнутой между Россией и Украиной при прежнем правительстве, Россия прекратила взимать НДС с поставок нефти на украинские НПЗ. В то же время Россия, частично компенсируя потери своего бюджета, ввела экспортные пошлины. А нефтяные компании, в свою очередь, вынуждены были повысить цены на нефтепродукты на украинском рынке, чтобы не снижать рентабельность производства. За месяц цены на АЗС республики выросли на 10 % и достигли российского уровня — 60 центов за литр.
16 февраля 2005 правительство Ю. В. Тимошенко приняло постановление о запрете реэкспорта нефти, якобы осуществляемого с территории Украины российскими компаниями (которое было отменено лишь 13 апреля 2005).
1 марта был введён 20 % НДС на импорт российской нефти, принимаемый к оплате лишь деньгами.
Нововведения на украинском нефтяном рынке были восприняты многими экспертами как диктат по отношению к работающим на Украине российским нефтяным компаниям — Юлия Тимошенко заявила, что решения правительства не должны привести к росту цен на нефть и нефтепродукты на Украине.
В апреле 2005 украинское правительство предложило российским нефтяным компаниям, владеющим украинскими нефтеперерабатывающими заводами — Лукойлу, ТНК-ВР и «Татнефти» — добровольно снизить рентабельность производства, чтобы сохранить стабильность цен на рынке нефтепродуктов. Под давлением со стороны Юлии Тимошенко Лукойл и ТНК-ВР согласились заморозить цены на определённый период, однако уже в мае 2005 это привело к острому топливному кризису на Украине, поскольку нефтеперерабатывающие заводы отказались работать в убыток себе.
Ситуация потребовала личного вмешательства президента Ющенко, подписавшего во второй половине мая указ об отмене государственного регулирования цен на топливо. Ответственность за кризис президент полностью возложил на кабинет министров Украины, признав, что действия правительства не соответствовали принципам рыночной экономики.
Для разрешения кризиса Ющенко поручил правительству разработать законопроект об установлении нулевой ставки НДС на операции по транзиту нефти через территорию Украины; оптимизировать тарифы на транспортировку и транзит через территорию Украины нефти и нефтепродуктов; в течение месяца решить вопрос создания вертикально интегрированной схемы управления корпоративными правами, которые принадлежат государству в уставных фондах нефтяных и нефтеперерабатывающих компаний. Для этого в уставный фонд государственного ОАО «Укрнафта» будут переданы государственные пакеты трёх НПЗ: ЗАО «Укртатнафта» (Кременчугский НПЗ, 43,054 % акций), ОАО «Нефтеперерабатывающий комплекс „Галичина“» (Дрогобычский НПЗ, 25 %), АО «Нефтехимик Прикарпатья» (Надвирнянский НПЗ, 26 %). Планируется, что национальная вертикально-интегрированная нефтяная компания Украины будет контролировать 40-50 % розничного рынка нефтепродуктов.
Пытаясь решить возникшую топливную проблему путём импортных закупок нефтепродуктов, Верховная Рада по просьбе правительства снизила ставку акцизного сбора и отменила ввозную пошлину на высокооктановые виды бензина и на дизельное топливо. Виктор Ющенко сообщил, что лично договорился о поставках нефтепродуктов из стран Балтии, Польши, Литвы, Белоруссии, Молдавии. По его словам, Украина в будущем намерена диверсифицировать поставки сырой нефти, чтобы не зависеть только от России. Планируется подписание соответствующих соглашений с Азербайджаном, Казахстаном и Ливией.
Бензиновый кризис осложнил переговоры Украины о вступлении во Всемирную торговую организацию. Виктор Ющенко считал возможным вступление Украины в ВТО уже осенью 2005 года, однако, как стало известно, Евросоюз выразил обеспокоенность использованием на Украине нерыночных методов управления экономикой, включая административное давление, а также диктат в вопросах ценообразования.
Собственная добыча нефти на Украине мала. Большая часть сырья импортируется, в том числе и из России.
Об украинских НПЗ см. Экономика Украины.

#### Нефтепровод Одесса-Броды
5 марта 2005 Юлия Тимошенко заявила о готовности прекратить реверсивное движение российской нефти по нефтепроводу Одесса-Броды и пустить в нефтепровод казахскую нефть в направлении Европы.
В тот же день госсекретарь президента Украины Александр Зинченко по итогам переговоров с казахским правительством в Астане сообщил, что участники переговоров выразили интерес к строительству трубопровода Броды-Плоцк протяжённостью 490 км и стоимостью 500 млн долларов. Этот маршрут позволил бы украинцам транспортировать среднеазиатскую нефть до НПЗ в Плоцке.
В апреле 2005 Виктор Ющенко, находясь в Польше, заявил, что нефтепровод Одесса-Броды будет переориентирован на поставки каспийской нефти в Европу. Ющенко и Квасьневский договорились срочно достроить нефтепровод до польского Гданьска.
В конце мая 2005 Виктор Ющенко посетил Казахстан. Одной из основных целей его визита был поиск новых источников нефти для Украины и снижение энергозависимости от России. Президент Украины, заинтересованный в полноценной работе нефтепровода Одесса-Броды, пытается привлечь к этому проекту Казахстан. Казахстану обещана доля в эксплуатации нефтепровода при условии предоставления нефти и участия в достройке нефтепровода до Гданьска. Казахстан готов к сотрудничеству, но заявляет, что оно потребует согласования с Россией, поскольку транспортировка казахской нефти в любом случае осуществляется через российскую территорию.

#### Газ

##### Туркменистан
22-23 марта 2005 президент Украины Виктор Ющенко в Ашхабаде (Туркменистан) вёл переговоры о подготовке нового контракта по поставкам газа на Украину с 2006 года (когда закончится действующий пятилетний контракт). По итогам переговоров в аппарате правительства Украины был подготовлен проект нового соглашения на 2006—2026 годы.
Согласно проекту, государственная компания «Туркменнефтегаз» должна была бы взять на себя обязательство поставлять на Украину с 2006 по 2026 год газ в объёмах 50-60 млрд кубометров в год.
Соглашение также предусматривало возможность создания консорциума для строительства нового трубопровода по территории Туркменистана, Казахстана, России и Украины для прямого экспорта туркменского газа в ЕС.
Этот проект неизбежно должен был вступить в противоречие с действовавшим договором России и Туркменистана, который предусматривал продажу «Туркменнефтегазом» «Газпрому» 60-70 млрд кубометров газа в 2007 году, 63-73 млрд — в 2008 году, и 70-80 млрд кубометров газа с 2009 года. С учётом того, что добыча газа в Туркменистане, согласно российским данным, медленно падала, её не хватило бы для обеспечения обоих контрактов.
Предложенные договорённости — особенно создание независимого трубопроводного консорциума для экспорта газа в Европу — были крайне невыгодными для «Газпрома», который, по соглашению от 2003 года, получил на 25 лет практически монопольное право на закупку и перепродажу туркменского газа Украине по ценам, близким к европейским. «Газпром» поэтому не проявил интереса к этому проекту. Его предложение состояло в увеличении мощности существующей трассы «Средняя Азия — Центр», что позволило бы «Газпрому» контролировать объём туркменского экспорта.
Очевидно, что основная цель Туркменистана состояла в увеличении доходов от экспорта газа. Украина в лице бывшего председателя «Нафтогаза Украины» Юрия Бойко 3 января 2005 года уже согласилась на новую цену поставок — 58 долларов за 1 тыс. кубометров вместо 44 долларов, что ощутимо ударило по бюджету страны.
Виктор Ющенко, придя к власти, поставил во главе «Нафтогаза Украины» своего человека — Алексея Ивченко — и попытался уговорить президента Туркменистана Сапармурата Ниязова снизить цену, но потерпел неудачу.
В то же время Украина не могла отказаться от импорта туркменского газа, который составлял примерно 50 % газового баланса Украины. Украина потребляла около 79 млрд кубометров газа в год. Из них 20 млрд добывались на украинских месторождениях, 23 млрд поставлялись Россией в качестве платы за транзит российского газа в Западную Европу через территорию Украины, и 36 млрд закупались у Туркменистана.
С января по июнь 2005 года, как сообщило правительство Туркменистана, Украина покупала газ у Туркменистана по 58 долларов за 1 тыс. кубометров с условием оплаты 50 % стоимости газа поставками товаров и оборудования.
20 июня 2005 президент Туркменистана Сапармурат Ниязов потребовал от Украины перейти на оплату поставок туркменского газа в денежной форме, назвав существующую практику расчётов товарами «невиданным мошенничеством» и «неисполнением обязательств». По словам Ниязова, Туркменистан требует срочного погашения долга в 600 млн долларов по клиринговым товарным поставкам в оплату туркменского газа, поставленного ещё в 2004 году. C 1 июля, по договорённости президентов Украины и Туркменистана, цена газа для Украины была снижена до 44 долларов — и оплата контракта переведена на 100 % в денежную форму.
Поставками туркменского газа на Украину с 1 января 2005 занималась нефтегазовая компания RosUkrEnergo AG (RUE), созданная в июле 2004 года на паритетной основе российским «Газпромбанком» и австрийским Raiffeisen Banking Group и зарегистрированная в швейцарском кантоне Цуг. По последним данным владельцами РосУкрЭнерго являются ОАО «Газпром» — 50 %, предприниматели Дмитрий Фирташ и Иван Фурсин — 50 %.
Эта же компания с 1 марта 2005 поставляет туркменский газ в Польшу. После «оранжевой революции» украинские власти поставили под вопрос прозрачность работы RUE и заявили о желании выкупить долю Raiffeisen. Сделка, однако, так и не состоялась.
В октябре 2005 премьер-министр Украины Юрий Ехануров посетил Туркменистан, где провёл переговоры с президентом Туркменистана Сапармуратом Ниязовым об условиях поставок и цене туркменского газа на 2006 год. Ниязов предъявил претензии Украине в несвоевременной оплате поставок и повторил своё предложение в дальнейшем все вопросы поставок газа обсуждать в трёхстороннем режиме — с участием России.
В феврале 2006 состоялись трёхсторонние российско-украинско-туркменские переговоры, в ходе которых Украина лишилась последнего шанса диверсифицировать поставки газа. Хотя Туркменистан обещал поставить на Украину 22 млрд кубометров природного газа по прямым договорам (помимо поставок через RUE), с начала 2006 года по прямым договорам на Украину не было поставлено ни кубометра туркменского газа, поскольку Туркменистан пожелал повысить цену на газ. При этом Сапармурат Ниязов вновь напомнил Украине о долге за природный газ, поставленный в предыдущие годы — 159 миллионов долларов.

##### Россия
Летом 2004 между «Газпромом» и «Нафтогазом» были достигнуты договорённости о создании Международного консорциума по созданию и развитию газотранспортной системы Украины с уставным капиталом 35 млн долларов, который должен был стать оператором поставок российского и среднеазиатского газа в Европу по территории Украины. «Газпром» перечислил свою долю (17 млн долларов), а весной 2005 года были готовы все регистрационные документы. Однако новые власти Украины сочли нецелесообразным передачу в собственность совместного предприятия доли магистральных газопроводов республики.
28 марта 2005 новый руководитель «Нафтогаза Украины» Алексей Ивченко предложил председателю правления «Газпрома» Алексею Миллеру делить поровну доходы, получаемые от транзита туркменского газа на Украину. Кроме того, «Нафтогаз» хотел бы, чтобы «Газпром» платил ему за транспортировку по его сетям газа в Европу живыми деньгами, а не поставками газа. В тот момент «Газпром» рассчитывался с Украиной поставками газа, а доходы от транспортировки туркменского газа на Украину получают посреднические фирмы — в частности, нефтегазовая компания RosUkrEnergo AG (см. выше). «Газпром» отказался принять это предложение.
К концу 2005 истекал срок действия текущего контракта между Россией и Украиной, при этом «Газпром», заключив соответствующие соглашения с Казахстаном и Узбекистаном, стал единственным оператором транзитных поставок газа на Украину из Туркменистана. В связи с этим Россия объявила о намерении потребовать от Украины поднять цены на российский газ, потребляемый на собственно украинские нужды, до так называемой среднеевропейской цены — 160 долларов за 1 тыс. кубометров (с 2000 года Украине его покупала у России по 50 долларов за 1 тыс. кубометров, причём не наличными средствами, а зачётом за транзит). Со своей стороны, Россия предложила Украине оплачивать транзит своего газа в Европу наличными — если та примет предложенную цену.
Украинская сторона категорически отказалась согласиться на повышение цен и обвинила Россию в экономическом шантаже и давлении на неё. Украина попыталась затянуть переговоры и обратилась за поддержкой к своим европейским партнёрам. В ответ «Газпром» предложил украинским властям для урегулирования ситуации передать ему в собственность долю украинской сети газоснабжения. Получив отказ, «Газпром» ещё раз заявил о повышении цены на поставляемый Украине газ, заявив, что теперь она будет составлять 230 долларов за 1 тыс. кубометров.
В результате стороны подошли к 1 января 2006 без контрактов на поставку газа.
См. также Газовый конфликт между Россией и Украиной 2005—2006.
В 2005 году Украина реэкспортировала 6 млрд кубометров российского природного газа в Восточную Европу, заработав на этом 840 млн долларов. Реэкспорт газа был основным источником прибыли НАК «Нафтогаз Украины».
Казалось бы, теперь война окончена: «Газпром», вполовину ограничивший было поставки газа на Украину, вновь начал поставки. А премьер-министр Украины Юлия Тимошенко клятвенно заверила, что уж теперь она обязательно рассчитается за российский газ. В свою очередь, «Газпром» обнародовал коммюнике: мол, все вопросы решены, в том числе и вопрос транзита в Европу. И ни слова о том, почём нынче Украина будет платить за газ. Кто выиграл в споре между Россией и Украиной?

##### Иран
25 июля 2005 «Нафтогаз Украины» официально заявил о намерении принять участие в строительстве транзитного газопровода из Ирана в Западную Европу.
Украинская сторона предложила на рассмотрение Ирана два варианта маршрута газопровода:
- Иран — Армения — Грузия — Россия — Украина — Европа и
- Иран — Армения — Грузия — Чёрное море — Украина — Европа.

Российская сторона полагает, что данный проект невозможно реализовать без согласия российского «Газпрома», так как первый вариант маршрута предполагается проложить через территорию России, а второй проходит по дну Чёрного моря, а строительство нового газопровода, пересекающего «Голубой поток», невозможно без разрешения России.

### Металлургия
Одним из существенных факторов во внешнеэкономических отношениях Украины и России является конкуренция между поставщиками металлургической продукции — прежде всего, труб.
В 2001 Россия по соглашению с Украиной ввела заградительные ввозные пошлины на украинские трубы из чёрных металлов, которые должны вводиться в действие, если украинские экспортёры превысят экспортную квоту в размере 620 тыс. т труб в год. Срок этого соглашения истёк 31 декабря 2004 г.
5 января 2004 общая квота для украинских труб в 2004 году была увеличена до 715 тыс. т. В декабре 2004 стороны продолжили переговоры о поставках труб в 2005 году, но не смогли договориться ни о чём. Поэтому с начала 2005 года украинские трубники поставляют свою продукцию в Россию по прямым контрактам и без ограничений.
20 мая 2005 начались новые консультации по вопросам либерализации торговли трубами между Россией и Украиной. При этом российские производители труб обратились к российскому правительству с жалобой на то, что они несут убытки из-за ничем не ограниченного роста поставок с Украины, и потребовали принять меры по защите интересов российских производителей.

### Транспорт
По заявлению Евгения Червоненко — министра транспорта в правительстве Юлии Тимошенко, Украина намерена предложить России совместно участвовать в возрождении Шёлкового пути — перевозки грузов с российского Дальнего Востока и из Китая через Украину в страны Евросоюза.
В 2005 заработала транспортная переправа Крым — Кавказ.
Украина предлагает России совместное использование речного транспортного коридора Дунай — Рейн с разгрузкой в украинском порту Рени под Одессой. Изучается возможность строительства глубоководного порта на Чёрном море.

## 2006

### Энергоносители

#### Газ
Согласно подписанному в январе 2006 г. пакету соглашений, Украина не имеет права реэкспортировать газ, поставляемый из России и Туркменистана компанией RosUkrEnergo. Нерешённой остаётся и проблема покупки в Туркменистане природного газа по прямым контрактам. Природного газа, добываемого на Украине, «Нафтогазу» хватает лишь на поставки населению.
8 февраля 2006 Генпрокуратура Украины потребовала от Министерства охраны окружающей природной среды аннулировать свыше 500 специальных разрешений на пользование недрами, выданных в период с 23 июня по 31 декабря 2004 года. Аннулировав уже выданные лицензии, правительство рассчитывает получить контроль за добычей свыше 1 млрд кубометров природного газа в год.

##### Россия
- Газовый конфликт между Россией и Украиной 2005—2006
- Политический кризис на Украине (2006)
- Кто выиграл в споре между Россией и Украиной?

##### Туркменистан
Украина намеревалась в 2006 году получить от Туркменистана 40 млрд кубометров природного газа:
- 18 млрд — через компанию RosUkrEnergo по цене 95 долларов (в результате смешения туркменского (50 долларов) и российского газа (230 долларов)).
- 22 млрд — по прямым договорам по 50 долларов за тысячу кубометров в первом полугодии и по 60 долларов — во втором.

Поставки туркменского газа по прямым договорам, однако, с начала года так и не осуществлялись, в первую очередь потому, что «Нафтогаз Украины» так и не смог расплатиться за ранее поставленный туркменский газ. Ранее правительство поручило компании погасить задолженность в размере 81,6 млн долларов за поставки туркменского газа в течение 2 месяцев, до 1 июня 2006. Ожидалось, что, рассчитавшись с Туркменистаном, «Нафтогаз» сможет получать туркменский газ по прямым договорам и реэкспортировать его, получая прибыль на ценовой разнице.